# Pueblo Russo
Pueblo Russo, auch als Pueblo Ruso oder schlicht als Russo bezeichnet, ist eine Ortschaft in Uruguay. 

## Geographie
Sie befindet sich im nördlichen Teil des Departamento Salto in dessen Sektor 7 in der Cuchilla de los Arapeyes. Nächstgelegene Ansiedlungen sind Guaviyú del Arapey im Südwesten und Cuchilla de Guaviyú im Nordosten. Unweit nördlich verläuft der die Departamento-Grenze bildende Río Arapey Chico.

## Einwohner
Die Einwohnerzahl von Russo beträgt 30 (Stand: 2011), davon 15 männliche und 15 weibliche. Für die vorhergehenden Volkszählungen der Jahre 1963, 1975, 1985, und 1996 sind beim Instituto Nacional de Estadística de Uruguay keine Daten erfasst worden.
| Jahr | Einwohner |
| ---- | --------- |
| 1996 | -         |
| 2004 | 27        |
| 2011 | 30        |

Quelle: Instituto Nacional de Estadística de Uruguay